# Giro d’Italia 1984
Der 67. Giro d’Italia wurde in 23 Abschnitten und 3797 Kilometern vom 17. Mai bis zum 10. Juni 1984 ausgetragen und vom Italiener Francesco Moser gewonnen. Von den 171 gestarteten Fahrern erreichten 143 das Ziel in Verona.

## Teilnehmende Teams
| Profi-Radsportteams (19)- Alfa Lum-Olmo - Ariostea - Atala-Campagnolo - Bianchi-Piaggio - Carrera-Inoxpran - Del Tongo-Colnago - Dromedario-Alan-Sidermec - Fanini–Wührer - Zor-Gemeaz Cusin - Gis Gelati-Tuc Lu - Gianni Motta-Linea M.D. Italia - Cilo-Aufina-Crans-Montana - Malvor-Bottecchia - Metauro Mobili-Pinarello - Murella-Rossin - Renault-Elf - Sammontana-Campagnolo - Santini-Conti-Galli - Supermercati Brianzoli |
| |

## Verlauf
| Etappe | von                   | nach                  | km       | Gewinner          | Maglia rosa     |
| ------ | --------------------- | --------------------- | -------- | ----------------- | --------------- |
| Prolog | Lucca                 | Lucca                 | 5 (EZF)  | Francesco Moser   | Francesco Moser |
| 1      | Lucca                 | Marina di Pietrasanta | 55 (MZF) | Renault-Elf       | Laurent Fignon  |
| 2      | Marina di Pietrasanta | Florenz               | 127      | Urs Freuler       | Laurent Fignon  |
| 3      | Bologna               | Madonna di San Luca   | 110      | Moreno Argentin   | Laurent Fignon  |
| 4      | Bologna               | Numana                | 238      | Stefan Mutter     | Laurent Fignon  |
| 5      | Numana                | Majella               | 225      | Moreno Argentin   | Francesco Moser |
| 6      | Chieti                | Foggia                | 193      | Francesco Moser   | Francesco Moser |
| 7      | Foggia                | Marconia di Pisticci  | 226      | Urs Freuler       | Francesco Moser |
| 8      | Policoro              | Agropoli              | 228      | Urs Freuler       | Francesco Moser |
| 9      | Agropoli              | Cava de’ Tirreni      | 104      | Dag Erik Pedersen | Francesco Moser |
| 10     | Cava de’ Tirreni      | Isernia               | 209      | Martial Gayant    | Francesco Moser |
| 11     | Isernia               | Rieti                 | 243      | Urs Freuler       | Francesco Moser |
| 12     | Rieti                 | Città di Castello     | 175      | Paolo Rosola      | Francesco Moser |
| 13     | Città di Castello     | Lerici                | 269      | Roberto Visentini | Francesco Moser |
| 14     | Lerici                | Alessandria           | 204      | Sergio Santimaria | Francesco Moser |
| 15     | Certosa di Pavia      | Mailand               | 38 (EZF) | Francesco Moser   | Francesco Moser |
| 16     | Alessandria           | Bardonecchia          | 198      | Dag Erik Pedersen | Francesco Moser |
| 17     | Bardonecchia          | Lecco                 | 249      | Jürg Bruggmann    | Francesco Moser |
| 18     | Lecco                 | Meran                 | 252      | Bruno Leali       | Francesco Moser |
| 19     | Meran                 | Wolkenstein           | 74       | Marino Lejarreta  | Francesco Moser |
| 20     | Wolkenstein           | Arabba                | 169      | Laurent Fignon    | Laurent Fignon  |
| 21     | Arabba                | Treviso               | 208      | Guido Bontempi    | Laurent Fignon  |
| 22     | Soave                 | Verona                | 42 (EZF) | Francesco Moser   | Francesco Moser |

## Endstände
| \| Gesamtwertung \| Gesamtwertung \| Gesamtwertung \| Gesamtwertung \| Gesamtwertung \| \| Fahrer \| Fahrer \| Land \| Team \| Zeit \| \| ------------- \| ------------------------ \| ------------- \| ------------------------- \| ---------------- \| \| 1. \| Francesco Moser \| Italien \| Gis Gelati-Tuc Lu \| 98 h 32 min 20 s \| \| 2. \| Laurent Fignon \| Frankreich \| Renault-Elf \| + 1 min 03 s \| \| 3. \| Moreno Argentin \| Italien \| Sammontana-Campagnolo \| + 4 min 26 s \| \| 4. \| Marino Lejarreta \| Spanien \| Alfa Lum-Olmo \| + 4 min 33 s \| \| 5. \| Johan van der Velde \| Niederlande \| Metauro Mobili-Pinarello \| + 6 min 56 s \| \| 6. \| Gianbattista Baronchelli \| Italien \| Murella-Rossin \| + 7 min 48 s \| \| 7. \| Lucien Van Impe \| Belgien \| Metauro Mobili-Pinarello \| + 10 min 19 s \| \| 8. \| Beat Breu \| Schweiz \| Cilo-Aufina-Crans-Montana \| + 11 min 39 s \| \| 9. \| Mario Beccia \| Italien \| Malvor-Bottecchia \| + 11 min 41 s \| \| 10. \| Dag Erik Pedersen \| Norwegen \| Murella-Rossin \| + 13 min 35 s \| \| 11. \| Wladimiro Panizza \| Italien \| Atala-Campagnolo \| + 15 min 46 s \| \| 12. \| Eddy Schepers \| Belgien \| Dromedario-Alan-Sidermec \| + 16 min 55 s \| \| 13. \| Faustino Rupérez \| Spanien \| Zor-Gemeaz Cusin \| + 18 min 02 s \| \| 14. \| Alfredo Chinetti \| Italien \| Supermercati Brianzoli \| + 18 min 44 s \| \| 15. \| Martial Gayant \| Frankreich \| Renault-Elf \| + 21 min 10 s \| \| 16. \| Giuseppe Saronni \| Italien \| Del Tongo-Colnago \| + 22 min 06 s \| \| 17. \| Alfio Vandi \| Italien \| Dromedario-Alan-Sidermec \| + 22 min 31 s \| \| 18. \| Roberto Visentini \| Italien \| Carrera-Inoxpran \| + 24 min 07 s \| \| 19. \| Alberto Fernández Blanco \| Spanien \| Zor-Gemeaz Cusin \| + 24 min 35 s \| \| 20. \| Bruno Leali \| Italien \| Carrera-Inoxpran \| + 25 min 46 s \| \| 21. \| Charly Mottet \| Frankreich \| Renault-Elf \| + 29 min 51 s \| \| 22. \| Glauco Santoni \| Italien \| \| + 31 min 09 s \| \| 23. \| Acácio da Silva \| Portugal \| Malvor-Bottecchia \| + 31 min 25 s \| \| 24. \| Franco Chioccioli \| Italien \| Murella-Rossin \| + 32 min 49 s \| \| 25. \| Luciano Loro \| Italien \| Carrera-Inoxpran \| + 33 min 02 s \| |                          |             |                           |                  |
| |                          |             |                           |                  |
| |                          |             |                           |                  |
| Gesamtwertung |                          |             |                           |                  |
| Fahrer | Fahrer                   | Land        | Team                      | Zeit             |
| 1. | Francesco Moser          | Italien     | Gis Gelati-Tuc Lu         | 98 h 32 min 20 s |
| 2. | Laurent Fignon           | Frankreich  | Renault-Elf               | + 1 min 03 s     |
| 3. | Moreno Argentin          | Italien     | Sammontana-Campagnolo     | + 4 min 26 s     |
| 4. | Marino Lejarreta         | Spanien     | Alfa Lum-Olmo             | + 4 min 33 s     |
| 5. | Johan van der Velde      | Niederlande | Metauro Mobili-Pinarello  | + 6 min 56 s     |
| 6. | Gianbattista Baronchelli | Italien     | Murella-Rossin            | + 7 min 48 s     |
| 7. | Lucien Van Impe          | Belgien     | Metauro Mobili-Pinarello  | + 10 min 19 s    |
| 8. | Beat Breu                | Schweiz     | Cilo-Aufina-Crans-Montana | + 11 min 39 s    |
| 9. | Mario Beccia             | Italien     | Malvor-Bottecchia         | + 11 min 41 s    |
| 10. | Dag Erik Pedersen        | Norwegen    | Murella-Rossin            | + 13 min 35 s    |
| 11. | Wladimiro Panizza        | Italien     | Atala-Campagnolo          | + 15 min 46 s    |
| 12. | Eddy Schepers            | Belgien     | Dromedario-Alan-Sidermec  | + 16 min 55 s    |
| 13. | Faustino Rupérez         | Spanien     | Zor-Gemeaz Cusin          | + 18 min 02 s    |
| 14. | Alfredo Chinetti         | Italien     | Supermercati Brianzoli    | + 18 min 44 s    |
| 15. | Martial Gayant           | Frankreich  | Renault-Elf               | + 21 min 10 s    |
| 16. | Giuseppe Saronni         | Italien     | Del Tongo-Colnago         | + 22 min 06 s    |
| 17. | Alfio Vandi              | Italien     | Dromedario-Alan-Sidermec  | + 22 min 31 s    |
| 18. | Roberto Visentini        | Italien     | Carrera-Inoxpran          | + 24 min 07 s    |
| 19. | Alberto Fernández Blanco | Spanien     | Zor-Gemeaz Cusin          | + 24 min 35 s    |
| 20. | Bruno Leali              | Italien     | Carrera-Inoxpran          | + 25 min 46 s    |
| 21. | Charly Mottet            | Frankreich  | Renault-Elf               | + 29 min 51 s    |
| 22. | Glauco Santoni           | Italien     |                           | + 31 min 09 s    |
| 23. | Acácio da Silva          | Portugal    | Malvor-Bottecchia         | + 31 min 25 s    |
| 24. | Franco Chioccioli        | Italien     | Murella-Rossin            | + 32 min 49 s    |
| 25. | Luciano Loro             | Italien     | Carrera-Inoxpran          | + 33 min 02 s    |

| Punktewertung | Punktewertung       | Punktewertung | Punktewertung            | Punktewertung |
| Fahrer        | Fahrer              | Land          | Team                     | Punkte        |
| ------------- | ------------------- | ------------- | ------------------------ | ------------- |
| 1.            | Urs Freuler         | Schweiz       | Atala-Campagnolo         | 178 P.        |
| 2.            | Johan van der Velde | Niederlande   | Metauro Mobili-Pinarello | 172 P.        |
| 3.            | Francesco Moser     | Italien       | Gis Gelati-Tuc Lu        | 166 P.        |
| 4.            | Dag Erik Pedersen   | Norwegen      | Murella-Rossin           | 160 P.        |
| 5.            | Laurent Fignon      | Frankreich    | Renault-Elf              | 150 P.        |

| Bergwertung | Bergwertung           | Bergwertung | Bergwertung              | Bergwertung |
| Fahrer      | Fahrer                | Land        | Team                     | Punkte      |
| ----------- | --------------------- | ----------- | ------------------------ | ----------- |
| 1.          | Laurent Fignon        | Frankreich  | Renault-Elf              | 53 P.       |
| 2.          | Flavio Zappi          | Italien     | Metauro Mobili-Pinarello | 40 P.       |
| 3.          | Moreno Argentin       | Italien     | Sammontana-Campagnolo    | 30 P.       |
| 4.          | Johan van der Velde   | Niederlande | Metauro Mobili-Pinarello | 29 P.       |
| 5.          | Jesús Rodríguez Magro | Spanien     | Zor-Gemeaz Cusin         | 28 P.       |

| Nachwuchswertung | Nachwuchswertung          | Nachwuchswertung | Nachwuchswertung | Nachwuchswertung |
| Fahrer           | Fahrer                    | Land             | Team             | Zeit             |
| ---------------- | ------------------------- | ---------------- | ---------------- | ---------------- |
| 1.               | Charly Mottet             | Frankreich       | Renault-Elf      | 99 h 02 min 11 s |
| 2.               | Jens Veggerby             | Dänemark         |                  | + 3 min 59 s     |
| 3.               | Giocondo Dalla Rizza      | Italien          |                  | + 10 min 19 s    |
| 4.               | Elio Festa                | Italien          |                  | + 10 min 52 s    |
| 5.               | Jesús Ignacio Ibáñez Loyo | Spanien          | Zor-Gemeaz Cusin | + 15 min 47 s    |

| Mannschaftswertung | Mannschaftswertung | Mannschaftswertung | Mannschaftswertung |
| Team               | Team               | Land               | Zeit               |
| ------------------ | ------------------ | ------------------ | ------------------ |
| 1.                 | Renault-Elf        | Frankreich         | 293 h 48 min 45 s  |
| 2.                 | Murella-Rossin     | Italien            | + 2 min 34 s       |
| 3.                 | Carrera-Inoxpran   | Italien            | + 27 min 41 s      |
| 4.                 | Del Tongo-Colnago  | Italien            | + 40 min 30 s      |
| 5.                 | Alfa Lum-Olmo      | Italien            | + 40 min 46 s      |